# Лобково (Рязанская область)
Лобково — село в Захаровском районе Рязанской области, входит в состав Большекоровинского сельского поселения.

## География
Село расположено в 7 км на юго-запад от центра поселения села Большое Коровино и в 29 км на северо-запад от райцентра села Захарово.

## История
Первоначальное основание Ильинской церкви в селе Лобкове, входившем прежде в состав Мотовиловского прихода, относится к 1700 году. Из досмотра и поповской сказки видно, что при ней 33 приходских двора, в том числе 1 двор помещиков, 1 двор задворного слуги, 27 дворов крестьянских и 2 двора бобыльских. В 1787 году генералом Александром Ивановичем Болтиным построена деревянная Ильинская церковь, приписанная к церкви села Мотовилова.  
В XIX — начале XX века село входило в состав Окуньковской волости Михайловского уезда Рязанской губернии. В 1905 году в селе было 108 дворов.
С 1929 года село являлось центром Лобковского сельсовета Больше-Коровинского района Рязанского округа Московской области, с 1937 года — в составе Рязанской области, с 1956 года — в составе Захаровского района, с 2005 года — в составе Большекоровинского сельского поселения.

## Население
| 1859 | 1897 | 1905 | 2010 | 2023 |
| ---- | ---- | ---- | ---- | ---- |
| 553  | ↘522 | ↗833 | ↘8   | ↘1   |